# Sancho III av Pamplona
Sancho III Garcés (985 – 18 oktober 1035) kallades också för Sancho III den store (spanska: el Mayor eller el Grande). Sancho III var greve av Aragonien och kung av Navarra från år 1000 till sin död 1035. Under sitt styre var han den viktigaste kristna kungen på den Iberiska halvön och lyckades utvidga Navarras och sin egen makt tills den kom att omfatta stora delar av de omkringliggande rikena. Han delade upp sitt kungarike ett fåtal år före sin död så att var och en av hans söner fick varsin del.
Sancho III var son till García IV och Jimena Fernández, dotter till greven av Cea. Sancho tros vara född runt år 985 men det förekommer även andra årtal. Han var uppvuxen i Leyra och han blev kung någon gång mellan åren 1000 och 1004 då han blev regent över Navarra och Aragonien. År 1015 bröt han muslimernas kontroll över grevskapet Sobrarbe och införlivade det i kungariket Navarra. Sancho III tvingade också Berengar Raymond I av Barcelona att bli hans vasall fastän denne redan var den franske kungens vasall.
1016 gifte han sig med Muña Mayor Sánchez (Muniadona), dotter till Sancho I av Kastilien, i ett försök att stadga relationerna mellan Navarra, León och Kastilien och han blev beskyddare åt García II av Kastilien. García II av Kastilien var den siste oberoende greven av Kastilien. Men klimatet mellan de tre kristna rikena surnade år 1027 när en greve García krävde grevskapet Kastilien. Denne var förlovad med Sancha, dotter till Alfonso V, vilken hade arvsrätt till Kastilien. Men när greve García kom till León på sin bröllopsdag blev han mördad. Sancho III såg sitt tillfälle och gick in och ockuperade Kastilien och var snart i fullt krig med León. I mars 1033 var han kung över ett land som sträckte sig från Zamora till gränsen av Barcelona.
Sancho III såg sig som en europeisk kung och han etablerade relationer med länderna på andra sidan av Pyrenéerna. Den 18 oktober 1035 blev han mördad och han blev begravd i klostret San Salvador i Oña. Mayor och Sancho III hade fyra söner. Sancho hade också med sin älskarinna en oäkta son som hette Ramiro. Efter Sanchos död delades hans rike upp. Den äldste sonen García fick Navarra, sonen Ferdinand mottog Kastilien som ett kungarike, Gonzala fick Sobrarbe och Ribagorza, som också fick status som kungarike, och den oäkta sonen  Ramiro I fick Aragonien. Sancho III hade en fjärde son, Bernard, men denne och hans två systrar Jimena och Mayor blev utan arv.